# Кригсфельд
Кригсфельд (нем. Kriegsfeld) — община в Германии, в земле Рейнланд-Пфальц. 
Входит в состав района Доннерсберг. Подчиняется управлению Кирхгаймболанден.  Население составляет 1064 человека (на 31 декабря 2010 года). Занимает площадь 26,41 км².